# Haxhi Lleshi
Pour les articles homonymes, voir Lleshi.
Haxhi Lleshi (né le 19 octobre 1913 à Reshan et mort le 1er janvier 1998 à Tirana) est un chef militaire et un homme politique communiste albanais.

## Biographie
Après la mise en place du gouvernement communiste, il occupe la fonction de ministre de l'intérieur de 1944 à 1946.
Le 1er août 1953, il devint le deuxième président du présidium de l'Assemblée populaire, chef de l'État de la république populaire d'Albanie, fonction qu'il occupe jusqu'au 22 novembre 1982.
En juin 1996, il est condamné à la prison à vie pour « génocide et crimes contre l'humanité » commis pendant le régime communiste. Il est toutefois libéré sous caution en juillet la même année.